# Combats de la poche d'Idlib (2019)
Pour les articles homonymes, voir Combats de la poche d'Idlib.
Guerre civile syrienne
Batailles
Les combats de la poche d'Idlib ont lieu du 1er au 10 janvier 2019 lors de la guerre civile syrienne.

## Prélude
Après la victoire des loyalistes lors de l'offensive de Deraa, la région d'Idlib est une des dernières zones de Syrie encore contrôlée par les rebelles,,. À l'été 2018, l'armée syrienne annonce son intention d'y lancer une offensive, mais elle se heurte à la Turquie, dont l'armée est déployée depuis près d'un an dans douze postes d'observation établis autour d'Idlib dans le cadre de l'instauration des « zones de désescalade » prévue par l'accord d'Astana,. Le 17 septembre 2018, la Turquie parvient à obtenir un accord avec la Russie qui aboutit à la décision de créer une zone démilitarisée à Idlib. Une trêve fragile s'installe alors. 
Fin 2018, Hayat Tahrir al-Cham contrôle 70 % de la poche d'Idlib et le Front national de libération (FNL), 40 %. Les tensions restent cependant particulièrement vives entre les deux formations et en particulier entre Hayat Tahrir al-Cham et le Harakat Nour al-Din al-Zenki, considéré comme la plus radicale et la plus indépendante des factions du FNL. La Turquie soutient le Front national de libération et cherche à affaiblir Hayat Tahrir al-Cham, mais sans vouloir entrer dans une confrontation directe avec lui, qui serait difficile et coûteuse et provoquerait probablement un nouvel exode de réfugiés,,.

## Déroulement

Évolutions dans la poche d'Idlib en janvier 2019.
Territoire contrôlé par le Front national de libération et ses alliés
Territoire contrôlé par Hayat Tahrir al-Cham et ses alliés
Territoire contrôlé par le gouvernement syrien et ses alliés
Territoire contrôlé par l'Armée nationale syrienne et l'armée turque
Territoire contrôlé par les Forces démocratiques syriennes

Évolution de la situation dans la poche d'Idlib entre le 28 décembre 2018 et le 10 janvier 2019 :
Zone contrôlée par le régime syrien et ses alliés
Zone contrôlée par le Front national de libération et ses alliés
Zone contrôlée par Hayat Tahrir al-Cham et ses alliés

Le 1er janvier 2019, des affrontements éclatent dans l'ouest du gouvernorat d'Alep entre Hayat Tahrir al-Cham et le Harakat Nour al-Din al-Zenki, affilié au Front national de libération (FNL), après que les premiers ont accusé les seconds d'avoir assassiné cinq de leurs hommes la veille,,. Les djihadistes s'emparent d'une partie de la petite ville de Darat Izza (en), de plusieurs localités environnantes, ainsi que de la chambre de commandement et d'opération de Nour al-Din al-Zenki, située sur la colline Baraka, à l'ouest de Darat Izza.
Le 2 janvier, les combats gagnent en intensité et se propagent dans le nord et le sud-est du gouvernorat d'Idlib, ainsi que dans le nord-ouest du gouvernorat de Hama,,. Le FNL annonce dans un communiqué la « mobilisation générale » pour « bloquer les agressions » de Hayat Tahrir al-Cham. Plusieurs autres factions du FNL se joignent alors aux combats. Cependant les djihadistes s'emparent de sept villages et localités au cours de la journée. Ebaa, l'organe de propagande de Hayat Tahrir al-Cham, affirme également que plusieurs dizaines d'hommes du Harakat Nour al-Din al-Zenki ont été faits prisonniers.
Le 4 janvier, les forces de Hayat Tahrir al-Cham remportent la victoire sur celles du Harakat Nour al-Din al-Zenki qu'elles parviennent à chasser du gouvernorat d'Alep,. Les hommes du Harakat Nour al-Din al-Zenki se replient sur Afrine, qui est contrôlée par l'Armée nationale syrienne et l'armée turque. Les djihadistes prennent ainsi le contrôle de la base de Cheikh Souleimane, d'Ainjareh, de Khan al-Assal et de plusieurs autres localités. Le groupe Faylaq al-Cham, également affilié au FNL, négocie l'évacuation des combattants du Harakat Nour al-Din al-Zenki, qui se replient vers le Nord, dans les zones contrôlées par l'Armée nationale syrienne. Les djihadistes se seraient emparés de 25 chars et blindés lourds, de plusieurs dizaines de véhicules et de plusieurs dizaines de tonnes d'armes et de munitions. 
Le même jour, l'aviation russe mène ses premières frappes aériennes de l'année et cible des dépôts d’armes et de munitions abandonnés par le Harakat Nour al-Din al-Zenki près des villes de Darat-Izza et de Qabtan Al-Jabal, afin d'éviter qu'ils ne tombent aux mains de Hayat Tahrir al-Cham. L'artillerie du régime syrien bombarde également des positions nouvellement conquises par les djihadistes.
Dans la région d'Idlib, les rebelles du FNL parviennent cependant à contenir les djihadistes. Le 4 janvier, des manifestations contre Hayat Tahrir al-Cham ont lieu à Maarat al-Nouman.
Le 6 janvier, Hayat Tahrir al-Cham s'empare sans combattre de la ville d'Atarib, la plus importante localité de l'ouest du gouvernorat d'Alep,. Les combattants rebelles qui l'occupaient sont évacués vers Afrine.
Les djihadistes s'emparent ensuite de plusieurs localités dans la plaine d'al-Ghab et progressent au sud d'Idlib vers Ariha et Maarat al-Nouman, les deux principales villes du gouvernorat d'Idlib aux mains du FNL.
Le 9 janvier, Hayat Tahrir al-Cham conclut un accord avec le groupe Ahrar al-Cham, affilié au FNL, qui lui permet de prendre le contrôle des régions de Sahl Al-Ghab et de Jabal Chahchabo, dans le sud-ouest du gouvernorat d'Idlib et le nord-ouest du gouvernorat de Hama. Hayat Tahrir al-Cham occupe alors 75 % de la poche d'Idlib, contre 20 % pour le Front national de libération et 5 % pour divers groupes djihadistes indépendants.
Le matin du 10 janvier, Hayat Tahrir al-Cham et le Front national de libération signent un accord de trêve,. Selon ses termes, le gouvernorat d'Idlib passe entièrement sous l'administration du gouvernement de salut syrien,,. Les forces locales d'Ahrar al-Cham sont dissoutes. La police libre d'Idlib annonce également sa dissolution. Les prisonniers faits par les deux camps sont échangés. Les combattants du FNL peuvent rester dans la région et ceux qui refusent l'autorité des djihadistes peuvent se replier vers la région d'Afrine, contrôlée par l'Armée nationale syrienne. De fait, la poche d'Idlib passe presque entièrement sous le contrôle d'Hayat Tahrir al-Cham et de groupes djihadistes alliés,,,.

## Les pertes
Selon l'Observatoire syrien des droits de l'homme, du 1er au 9 janvier, au moins 68 hommes de Hayat Tahrir al-Cham et 61 hommes du Front national de libération sont tués, ainsi que huit civils, dont trois enfants.

## Conséquences
La Turquie, soutien du Front national de libération, ne réagit pas à l'offensive de Hayat Tahrir al-Cham,. Cependant la défaite de ses alliés fragilise son influence dans la poche d'Idlib, de même que l'accord sur l'instauration d'une zone démilitarisée qu'elle avait conclu en septembre 2018 avec la Russie,.
Le 13 janvier, la Coalition nationale syrienne, le principal groupe de l'opposition en exil, dénonce dans un communiqué  l'occupation de la province d'Idlib par Hayat Tahrir al-Cham, qu'elle qualifie de « terroriste » et réclame une « solution radicale » pour mettre fin à la présence des djihadistes dans la région. 
À la suite de la victoire de Hayat Tahrir al-Cham, l'armée arabe syrienne bombarde, avec l'aide de l'armée de l'air russe, le gouvernorat d'Idlib.
En mars, la Turquie tente de mener des patrouilles pour dissuader les bombardements, sans succès. Les bombardements continuent et les services aux citoyens sont affectés. Entre la fin du mois d'avril et celle du mois d'août, l'aviation syrienne et l'aviation russe ont effectué des bombardements causant la mort de près de 1000 civils selon l'Observatoire syrien des droits de l'homme.
Un cessez-le-feu est instauré mais les combats terrestres ont tout de même continué dans les mois suivants causant la mort d'environ 470 combattants (dont 250 des forces soutenant le régime) ainsi que de 160 civils dont 45 enfants selon l'Observatoire syrien des droits de l'homme.
Neuf mois après ces combats, de nouveaux affrontements ont lieu durant deux jours « entre les forces prorégime et des factions jihadistes et rebelles ». Ceux-ci causent la mort de 36 membres du régime syrien contre 33 pour les rebelles selon l'Observatoire syrien des droits de l'homme. Ces affrontements ont alors lieu dans le cadre d'une contre-attaque menée contre les rebelles ayant repris le contrôle de quatre villages. Les forces du régime seraient alors parvenus à les contrôler à nouveau.

### Vidéographie
- [vidéo] France 24, « Syrie : "les jihadistes de HTS ont progressivement pris le contrôle d'Idleb" », 10 janvier 2019.